# 錢鑪
錢鑪（1516年—？），字汝化，號鹿坪，江西南康府星子縣人，民籍，明朝政治人物。

## 生平
嘉靖二十五年（1546年）丙午科江西鄉試第十四名舉人。嘉靖二十六年（1547年）中式丁未科會試第二百六十七名，登第三甲第八十五名進士。通政司觀政，授宁海知县，调衡阳知县。

## 家族
曾祖錢孟璋；祖父錢垣，典史；父錢充。嫡母周氏；继母朱氏；生母周氏。兄钱鏊（贡士）。弟钱锤、钱钜。子昌洙、昌泗、昌濂。